# Paeria de Cervera
La Paeria de Cervera és un edifici barroc del segle xvii-xviii, situat i presidint a la plaça Major. Està declarat bé cultural d'interès nacional, dins de la categoria de monument històric, La Casa de la Vila de Cervera.
També pot ser considerada com una de les realitzacions més originals de l'arquitectura civil del barroc català.

## Història
La construcció municipal de Cervera, va posar-se en marxa el 1182 sota el privilegi d'Alfons I, que va concedir l'honor que els residents de Cervera poguessin ajuntar-se a la confraria.
Els primers cònsols —que des del segle xiii foren anomenats paers— i els consellers que els assessoraven, havien de tenir un lloc on celebrar les juntes i alhora un lloc on tenir l'escrivania per a poder fer també de manera escrita els documents. N'és un exemple "El llibre dels consellers" de l'any 1332, és dels més antics que es conserva al municipi de Cervera i en el qual es manifesta les reunions que es tenien a la Sala de la Paeria.
El 1338 sabem que el consell tingut el 5 de febrer, va ser llegit pel rei, fent saber als paers que tenia convocades les corts catalanes a la vila de Cervera. Els paers van haver d'afanyar-se per a tenir la Paeria acabada en condret de solemnitat i van fer-hi obres importants.
Tot i que sabem que ja el segle XIV existia un edifici amb funció de paeria, l'actual és una construcció fonamentalment de l'època del barroc, absorbí, però alguns elements anteriors, com són part de les porxades primitives, integrades a l'interior de l'edifici, i l'estructura de l'antiga taula de canvi, privilegi institucional que les autoritats cerverines van aconseguir l'any 1599 i que fou edificada cap a l'any 1603 sobre els fonaments d'una capella gòtica de la veïna església de Santa Maria de Cervera. Sota la direcció de Francesc Puig, el 1679 s'inicia l'ambiciós projecte d'una nova seu per l'Ajuntament, construcció molt més àmplia que s'enllestí el 1688 i en què intervingué també el seu fill Francesc. El 1786, Jaume Padró va dissenyar-ne l'ampliació.
L'edifici es va restaurar per l'arquitecte Enric Solsona del 1985 al 1990. De la restauració destaquem: separació de la Paeria de l'església de Santa Maria i deixar lliure els antics espais del Mercadal que pretenen la compressió espacial i històrica.

## Arquitectura

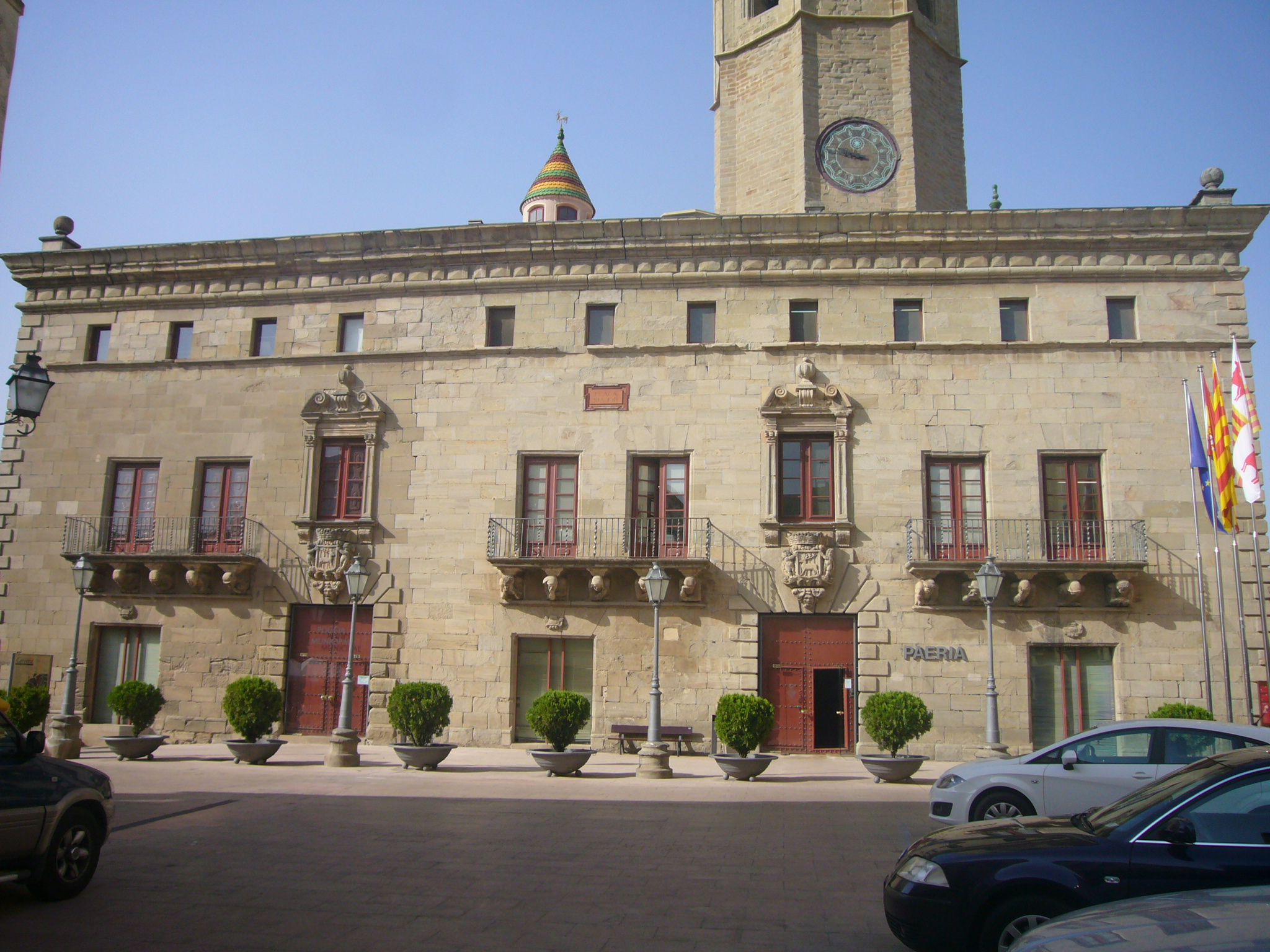
Paeria de Cervera

És un edifici de planta rectangular i que la seva façana principal dona a la plaça major i al final del carrer Major hi ha dues façanes laterals que estan adossades a l'església de Santa Maria. Hi ha soterrani, planta baixa, pis i golfes.
Està adaptat en la seva part posterior als volums de l'església gòtica que inclou, a més de les dependències municipals, avui en curs de remodelació, un espai dedicat a capella, que desaparegué el 1964. La façana, en canvi, ha sobreviscut in alterada, bé que l'ampliació del segle xviii en modificà la composició dels seus eixos. Puig l'organitzà com un cos simètric, centrat per les obertures de la portada i un finestral. La primera és una porta rectangular amb encoixinats, que disposa al damunt de la clau de les dovelles a saltacavall l'escut de Cervera en alt relleu, obra del mateix Puig. La finestra, just al damunt de l'escut, és també allindada, amb pilastres que sostenen un entaulament amb frontó de volutes emmarcant un gerro ornamental. Flanquejant l'eix i sobre dues portes laterals es disposaren sengles balconades sostingudes per cinc grans mènsules esculpides en forma de torsos. Les mènsules han estat interpretades com a al·legories dels cinc sentits a la balconada esquerra, i com a representacions dels personatges del mercat a la balconada dreta. Les baranes són de ferro forjat amb elements corbats. L'alçat és unificat a la part per un seguit de finestres sota una cornisa molt destacada que ve a reafirmar l'horitzontalitat del disseny. Aquest tret quedà desmesuradament accentuat per l'ampliació del 1786, que afegí al costat esquerre un cos que, tot repetint els elements de l'obra del xvii, l'allargà eliminant-ne el primitiu eix de simetria i substituint-lo per un nou ritme que alterna accessos emfatitzats amb balconades. Tanca la reforma una cantonera amb encoixinat, idèntica a les que tenia la construcció antiga. Aquesta intervenció, executada per Marc Gaudier, es feu seguint el projecte de Jaume Padró, i responia a la necessitat de crear al costat de l'Ajuntament un nou cos de presons que substituís les insuficients i deteriorades construccions penitenciàries. En ell és remarcable l'esforç posat a mantenir l'aparença de l'obra de Francesc Puig, fins i tot en detalls com les mènsules de la nova balconada, que en aquest cas al·ludeixen a la funció judicial de l'edifici. Aquest afany mimètic sembla relacionable amb la intervenció del corregidor Juan Antonio Pérez, que pressionà els paers per tal de mantenir l'aspecte unitari del conjunt.
L'edifici ha de ser considerat com una de les realitzacions més originals de l'arquitectura civil del barroc català, concebuda dins uns paràmetres sòbriament classicistes no desvirtuats per la presència d'alguns elements de caràcter ornamental, en els quals s'ha de remarcar la hibridació entre formes decoratives heretades del manierisme i la solució de les mènsules esculpides, que tenen com a paral·lel en aquelles dates les del frontispici de la Santa Cova de Manresa, conjunts que mereixen una anàlisi detinguda que permetés mesurar el pes d'uns recursos d'antiga tradició i d'ascendència medieval, que no es contradiuen amb l'assumpció de models adequats a l'estil i les necessitats de l'època.

### La capella de santa Eulàlia
La proximitat a l'església de Santa Maria no va crear la necessitat que la Paeria en tingués una de pròpia. Per aquest motiu l'any 1494 va ser considerat pel Consell municipal que seria bona opció fer una capella "al servei de Déu". El projecte no es va arribar a realitzar perquè l'any 1544 es repetia la proposta.
Es va delegar l'elecció de la proposta al Consell, qui va determinar la decisió final. Aquest va decidir que seria millor construir la nova capella a la Paeria.
No va arribar la llicència episcopal per celebrar-hi missa fins al 1683.

#### Retaule
L'any 1705 apareix al Llibre de Consells una queixa que fa referència a la capella. Moltes persones que visitaven la Casa mostraven estranyesa per no veure un retaule.
El consell, es va veure obligat a posar-hi remei, construint un retaule.
Aquest cobria el fons de tota la capella i era presidit per la imatge de la Concepció de Maria.
Envoltat de núvols i angelets. A la part superior hi ha situat l'arcàngel Sant Miquel amb el diable als peus.

### La Taula de Canvi
S'hi gravaven els pactes fets entre els paers i els mestres. L'any 1599, la vila va obtenir el privilegi de tenir la Taula de Canvi i de Comuns Dipòsits i és per això que es va decidir edificar una estança gran i segura al costat de la Paeria i damunt de la capella de Santa Eulàlia.
Per la instal·lació d'aquesta, calgué destruir la volta de la capella i fer un pis que s'igualés al de la Paeria.
Encara que avui en dia es conserven moltes d'aquestes obres, les diferents remodelacions que s'han fet al llarg del temps han provocat que la capella de Santa Eulàlia, quedi dins de l'edifici de la Paeria.

### Retrats reials
Dins de la Paeria de Cervera hi podem trobar la "sala dels retrats". Hi ha fins a 23 pintures amb retrats, tant de reis com de reines des de Ferran el Catòlic fins a Carles III.
Destacarem el retrat de Felip V, pintat per Joan Revila i pintura la qual no va agradar i van obligar el pintor a reformar-la o a retornar els diners.
El març del 2018, es van treure de l'ajuntament, després de molta polèmica, ja que es creia que aquestes pintures representaven una època molt fosca i negativa de la història de Catalunya. Actualment, estan al museu comarcal de Cervera
. Consulta notícia enllaços externs.

### Pou de Gel
Es va fer la construcció d'un pou de gel a l'interior de la Paeria que servia per a emmagatzemar tota aquella neu, que queia dins del pou i que posteriorment es convertia en glaç. La part superior quedava semitancada amb una coberta que en permetia l'extracció i a la vegada permetia la recol·lecció. Bàsicament, el que es pretenia és mantenir els aliments.

## Mènsules dels balcons
De la façana de l'Ajuntament el que ens crida l'atenció són les cinc mènsules que sostenen cadascun dels tres balcons.

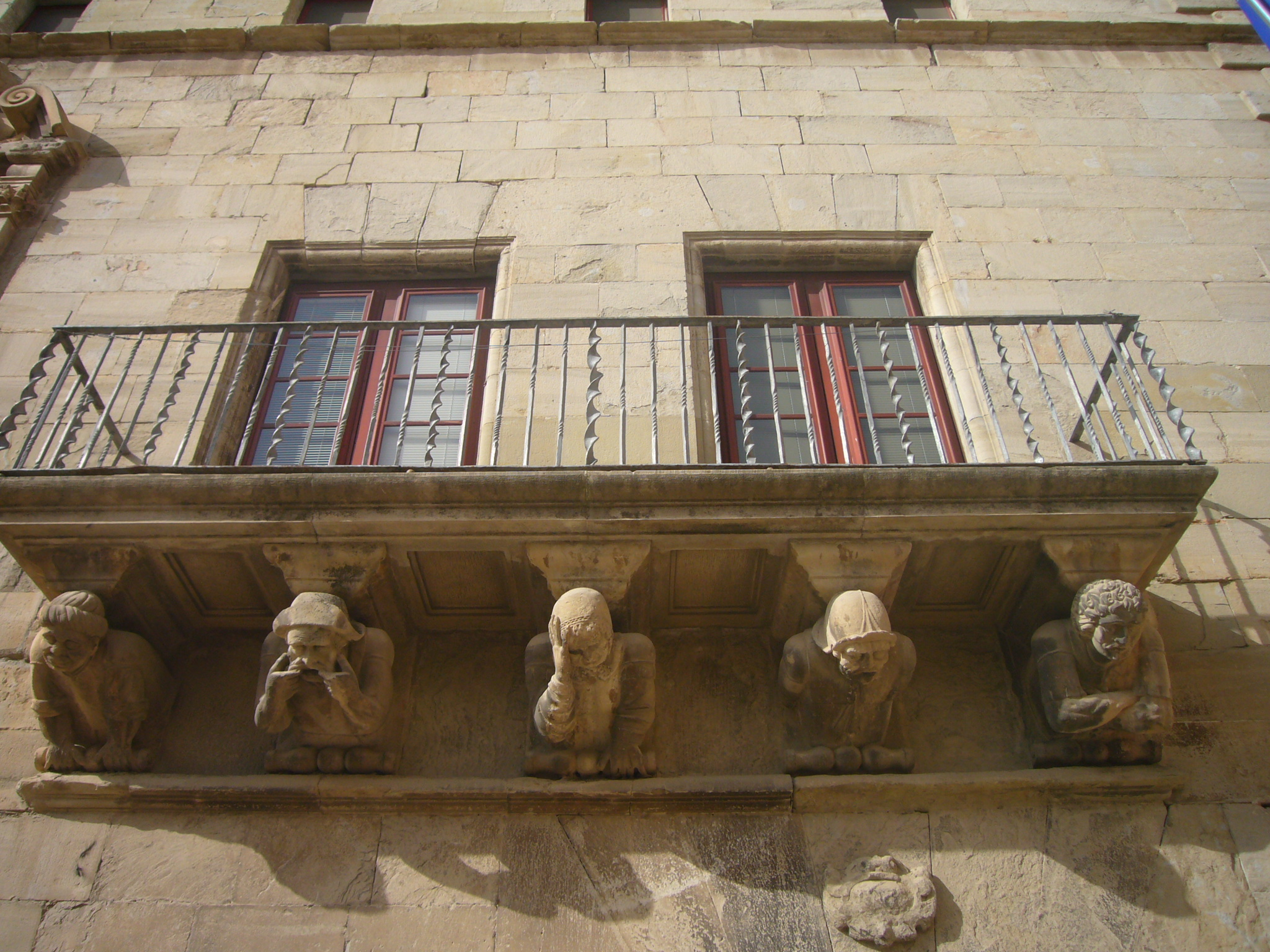
Balcó de la Dreta: EL MERCAT
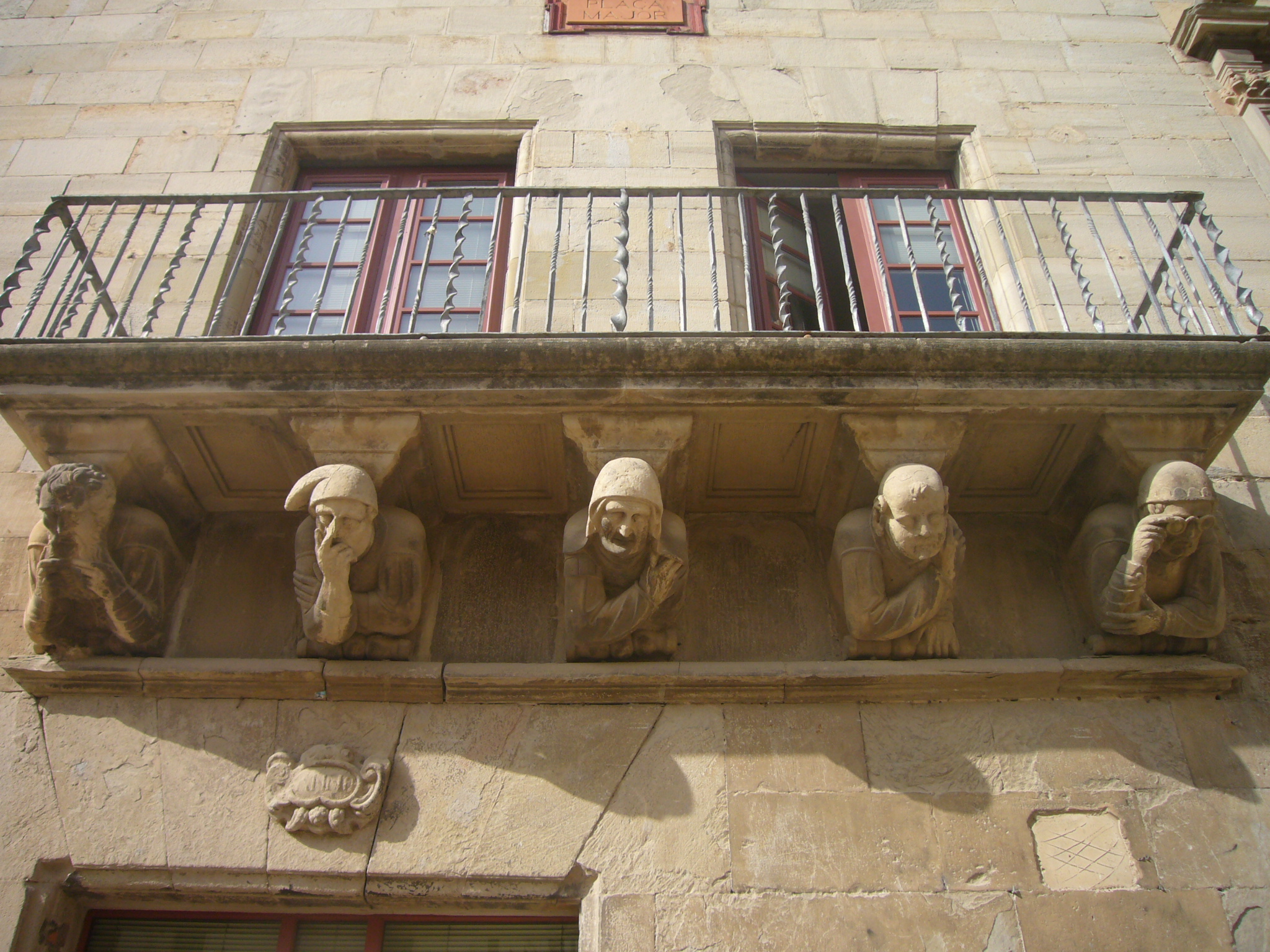
Balcó central: ELS SENTITS
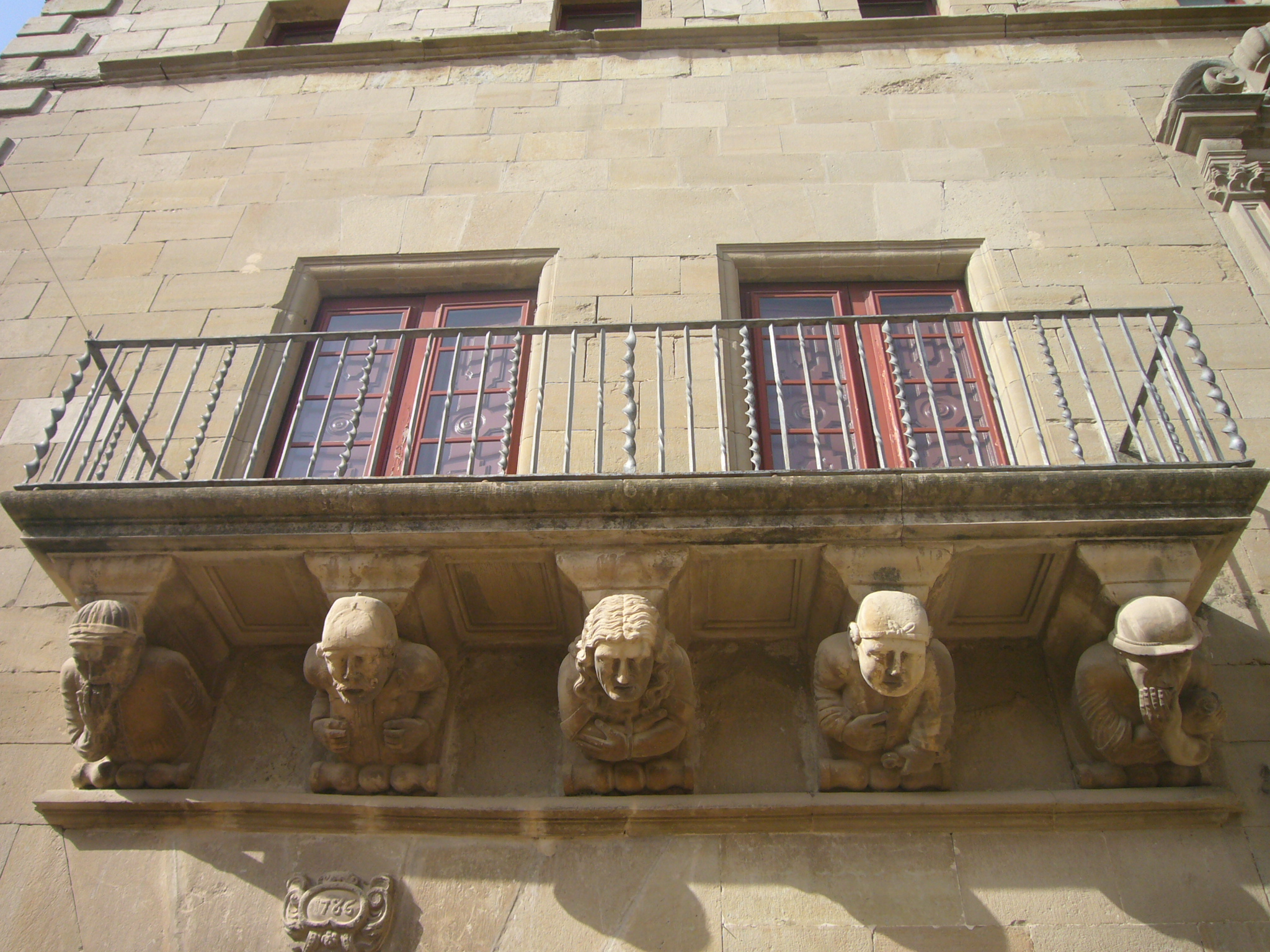
Balcó de l'esquerra: LA PRESÓ
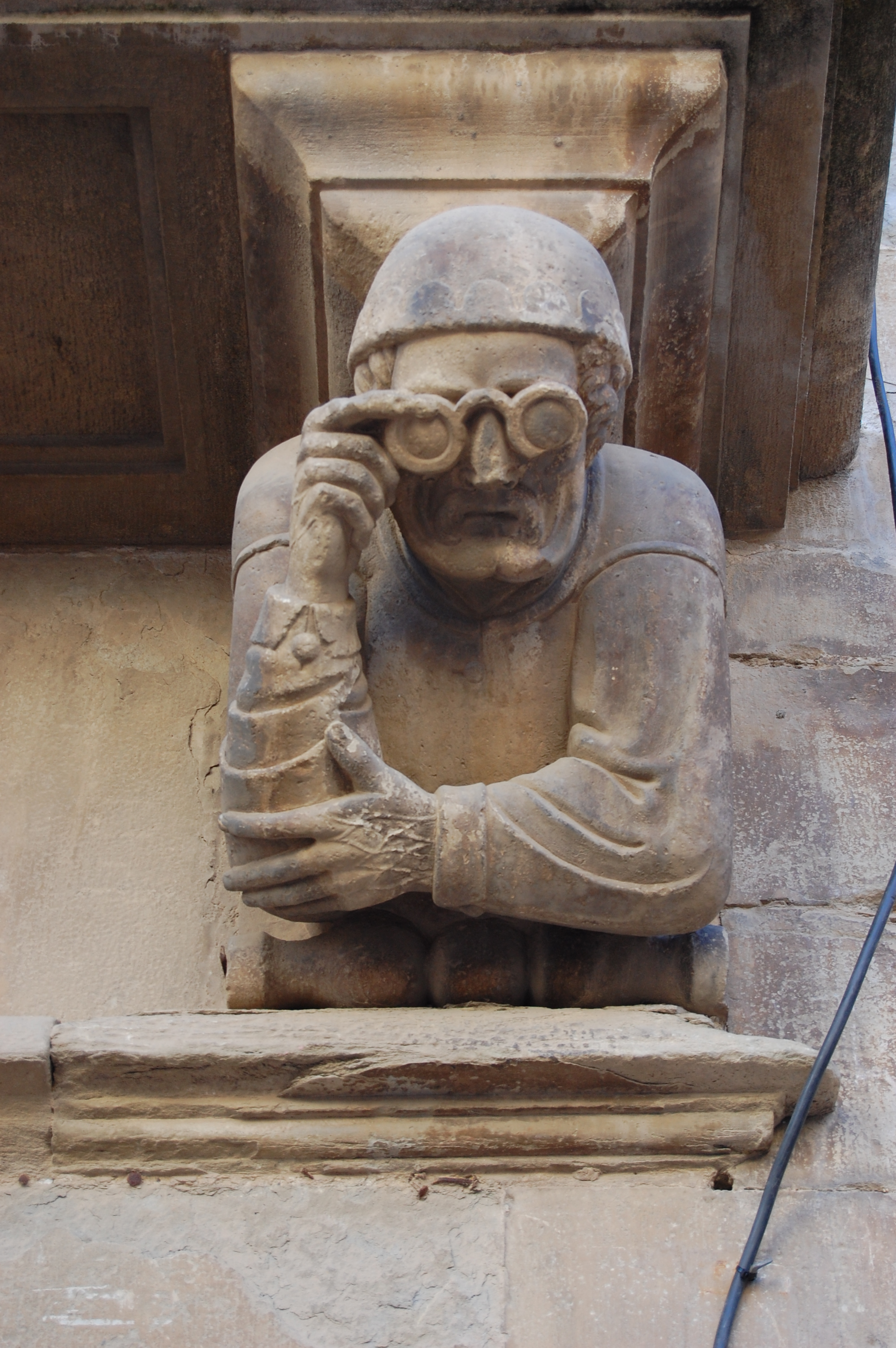
Mènsula que representa la vista
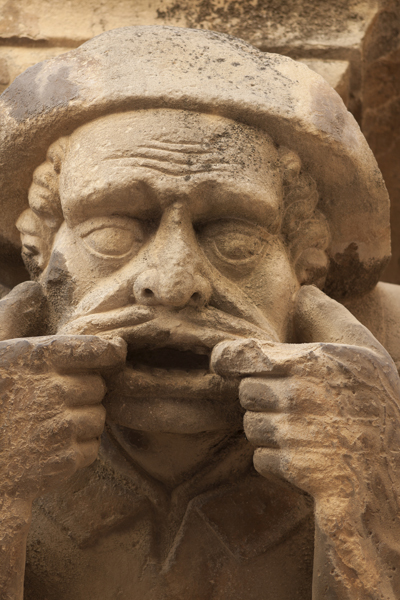
Mènsula del "xivato"

### El balcó de la dreta: El mercat
El mercat està representat amb una simbologia estranya, que representa qualsevol de les actituds que es poden donar en un mercat.
D'esquerra a dreta el primer podríem dir que està mirant les mercaderies que hi ha en el mercat.
El segon ensenya la llengua; respon a una mena d'oratòria, pertanyent a la capacitat d'un venedor per a convèncer el possible comprador.
El tercer, te la mà al cap que simbolitza el mal de cap que representa ser un bon comerciant.
El quart ens ensenya les dents i simbolitza la possibilitat de perdre-les quan es tracta de fer negocis.
Finalment el cinquè és un camàlic, persona que té com a ofici transportar coses de pes al seu coll.

### El balcó central: Els sentits
Les mènsules del balcó central, representen els cinc sentits corporals, ja que amb tots aquests es pot fer un bon mercat.
Tenim un personatge que s'aguanta les ulleres, aquest representa la vista; reforçada amb aquestes per no perdre el mínim detall de l'intercanvi.
El que es toca l'orella, representa l'oïda, per no perdre cap notícia que li pugui representar uns guanys.
Seguidament tenim l'olfacte, representat amb un home que es toca el nas. Aquest seria en un sentit més figuratiu. Ja que representa la intuïció per veure on hi ha guanys.
També apareix el tacte, representat amb l'home que es toca la barba. No tan sols es tracta de comprovar la qualitat d'un producte, sinó que també la de fer un bon negoci, estirant-se la barba i pensant-s'ho bé.
Finalment la figura del mig representa el gust, però de manera poc representativa.

### El balcó de l'esquerra: La presó
Atès que l'ampliació de la façana va ser feta per allotjar instal·lacions de presó, hi ha representada personatges relacionats.
Representats hi ha: una víctima, amb la bossa buida mentre crida.
També hi surt el carceller, que duu les claus de la presó. El lladre, que ha estat emmanillat. A més a més, hi surt un delinqüent, que és transportat la presó amb els braços lligats al darrere.
Finalment el cinquè personatge, apareix amb els dits a la boca, és el que ha advertit del robatori xiulant.